# Carlo III di Créquy
Charles III de Blanchefort-Créquy signore di Blanchefort, principe di Poix, marchese di Créquy, ma noto come duca di Créquy (1623 – Parigi, 13 febbraio 1687) è stato un diplomatico e generale francese.

## Biografia
Carlo III era un membro della famiglia Créquy. Egli era il figlio maggiore di Carlo II (morto nel 1630), a sua volta secondogenito di Carlo I di Blanchefort (1578-1638), un maresciallo di Francia genero di François de Bonne de Lesdiguières.
Carlo III fu in servizio nell'esercito francese durante la guerra dei Trent'anni dal 1642 al 1645 e in Catalogna nel 1649. Dopo l'assedio di Orbetello nel 1646, egli venne fatto luogotenente generale degli eserciti del re. Per ricompensarlo per il suo servizio fedele durante la minore età del re, Anna d'Austria e il cardinale Mazzarino lo fecero conte di Créquy e lo elevarono a pari di Francia nel 1652. La seconda metà della sua vita venne spesa a corte, dove ricoprí la carica di primo gentiluomo di camera reale, titolo acquistato per lui dal nonno.
Luigi XIV di Francia promosse il conte di Créquy duca con lettere di brevetto del giugno 1662, registrate presso il Parlamento di Parigi il 15 dicembre 1663. Questo titolo nobiliare si estinse dopo la morte della sua unica figlia Madeleine de Créquy, e includeva la città di Poix, il viscontato di Esquennes, la castellania di Agnières, e le terre e signorie di Arnehou, Blangy, Cempuis, Croixrault, Éramecourt, Escantu, Essilières, Frettemolle, Hélincourt, la Rue Notre-Dame, Saint-Clair e Vandricourt. 
Nel 1659 il conte de Créquy fu inviato in Spagna con doni per l'infanta Maria Teresa di Spagna, e fu inviato con una commissione simile in Baviera nel 1680 prima del matrimonio del Delfino. Fu ambasciatore a Roma fra il 1662 ed il 1665, e in Inghilterra nel 1677; e divenne governatore di Parigi nel 1675. Morì a Parigi il 13 febbraio 1687. La sua unica figlia, Madeleine, sposò Charles Belgique Hollande de La Trémoille (1655-1709).
Mentre il conte de Créquy era ambasciatore a Roma nel 1662 egli fu protagonista con papa Alessandro VII del cosiddetto incidente della Guardia corsa. Le guardie corse del papa, dopo essere state provocate a Ponte Sisto da uomini del seguito del duca, attaccarono Palazzo Farnese, residenza di Carlo, ferendo servi e camerieri di sua moglie e uccidendo uno dei suoi paggi. Luigi XIV chiese che il cardinal nipote di Alessandro, Flavio Chigi, venisse a scusarsi di persona per questo insulto e che una piramide fosse costruita a Roma in memoria delle riparazioni ottenute.